# هندسة معمارية في ميدل ايرث
هندسة معمارية في ميدل ايرث (بالإنجليزية: Architecture in Middle-earth) تتنوع الهندسة المعمارية في ميدل إيرث، عالم جي آر آر تولكين الخيالي، مثل ثقوب الهوبيت في شاير، وبيوت الأشجار في لوثلورين، والقاعات الخشبية في روهان، والمساكن الحجرية والتحصينات في ميناس تيريث، العاصمة من جوندور. يستخدم تولكين الهندسة المعمارية في كل مكان، بما في ذلك التصميم الداخلي، لتقديم أدلة حول شخصية كل شخص. منزل الهوبيت بيلبو باجنز المريح، باج إند، الموصوف في كتابه للأطفال عام (1937) الهوبيت، يؤسس شخصية الهوبيت باعتباره كارهًا للسفر خارج المقاطعة. في روايته الخيالية سيد الخواتم ، يوضح لوثلوريان التكامل الوثيق بين الجان وبيئتهم الطبيعية. تشير قاعة ملك روهان، ميدوسلد، إلى تقارب الروهيريم مع الثقافة الأنجلوسكسونية، في حين وصف تولكين الهندسة المعمارية الحجرية الطويلة والجميلة في غوندور بأنها "بيزنطية". في المقابل، فإن مملكتي على النقيض من ذلك، فإن عوالم الساحر الأسود سورون والساحر الساقط سارومان هي أراض متضررة حول أبراج مظلمة طويلة.
صنّاع الأفلام التي تم تعيينها في أرض الوسط قاموا بتطوير أو تعديل إشارات تولكين للعمارة لنقل آرائهم حول شعوب أحداثها في ميدل إيرث المختلفة وثقافاتها. قام بيتر جاكسون بإنشاء مجموعة شاسعة من الشاير مع عدة حفريات للهوبيتات ومطحنة وجسر في الريف في نيوزيلندا، تم استخدامها في أفلامه لكل من "سيد الخواتم" و"ذا الهوبيت"، ومجموعات أفلام متقنة لأماكن أخرى في أرض الوسط باستخدام النماذج الضخمة والرسوم المتحركة بالكمبيوتر. أعجب العلماء بتفسيره البصري الفعّال لإعدادات أرض الوسط في أفلامه. لقد أنشأ تصميم الإنتاج لفيلم "سيد الخواتم: خواتم القوة" عمارة لأماكن لم تظهر في أفلام جاكسون، مثل نومينور ومملكة الأقزام ليندون.
كتابات تولكين أنجبت العديد من المقلدين بين كتاب الخيال، بما في ذلك تقليديات إعداداته الوسطى. وقد أنشأ محبو تولكين مجموعة متنوعة واسعة من المواد والأنشطة للانغماس في أرض الوسط.

## رؤية جي آر آر تولكين

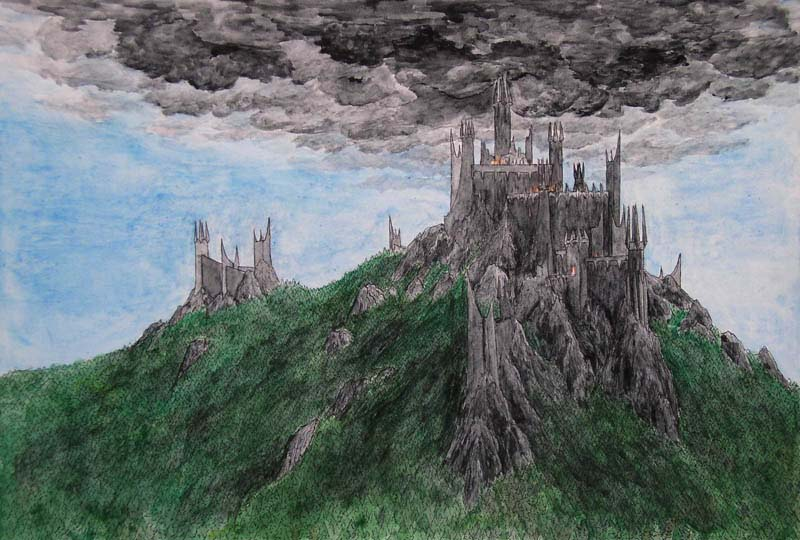
يدعو الخيال القائم على الإعداد إلى الانغماس والتواصل بين قرائه. انطباع أحد محبي تولكين عن دول غولدور، معقلمستحضر الأرواح.

جي آر آر تولكين كان متخصصًا في العصور الوسطى وفيلولوجي بالإضافة إلى كونه كاتبًا. في محاضرته "عن القصص الخيالية" يتحدث عن الخلق الفرعي، إنشاء عالم ثانوي يكون في بعض الجوانب صحيحًا بالنسبة للقارئ. تعلق الدارسة تولكين جوهانا بروك على أن العمارة هي جزء من العالم الثانوي؛ كلما كانت المباني غير مشابهة للعالم الأولى - والحفريات الهوبيتية ليست مشابهة بوضوح - كلما كان من الصعب على الكاتب إنشاء "الاتساق الداخلي للواقع". تعلق على أن العمارة في كتاب "ذا هوبيت" و"سيد الخواتم" تسلط الضوء على مدى تشابه الثقافات واختلافها، مؤكدة على تعدد ثقافات أرض الوسط.

تصف الكاتبة والدارسة في الأدب كيم ويلكنز عمل تولكين بأنه "بداية لأدب الخيال الشعبي، والذي أثمر مقلدون لا حصر لهم" بين كتاب الخيال، بما في ذلك إعداده "لأوروبا الوسطى البديلة". تقول إن الإعداد المعماري هو "جانب متميز" من الخيال. في رأيها، يتم دفع الخيال الغامر بـ "عالم مفصل بشكل لا يصدق" في المقام الأول من خلال "تقديم وتفصيل الإعداد، ومن ثم توليد التوصيف والقصص المحددة للإعداد"، بدلاً من أن يكون مدفوعًا بالشخصية أو الحبكة. تستشهد بوصف تولكين للعمارة في ميناس تيريث كواضحة كونها عصرية:
تكتب أن تولكين يصف المدينة هنا من مسافة بعيدة جدًا، "يبعث القارئ للخارج، مقترحًا النطاق الواسع والمقياس الكبير الذي يعد من متع النوع." بالإضافة إلى ذلك، تقول، إن تولكين يخلق بفعالية انطباعًا من "الارتفاع والضوء": المدينة طويلة وجميلة ومشرقة، مما يقترح فخر المدينة وشعبها.

### ثقوب الهوبيت

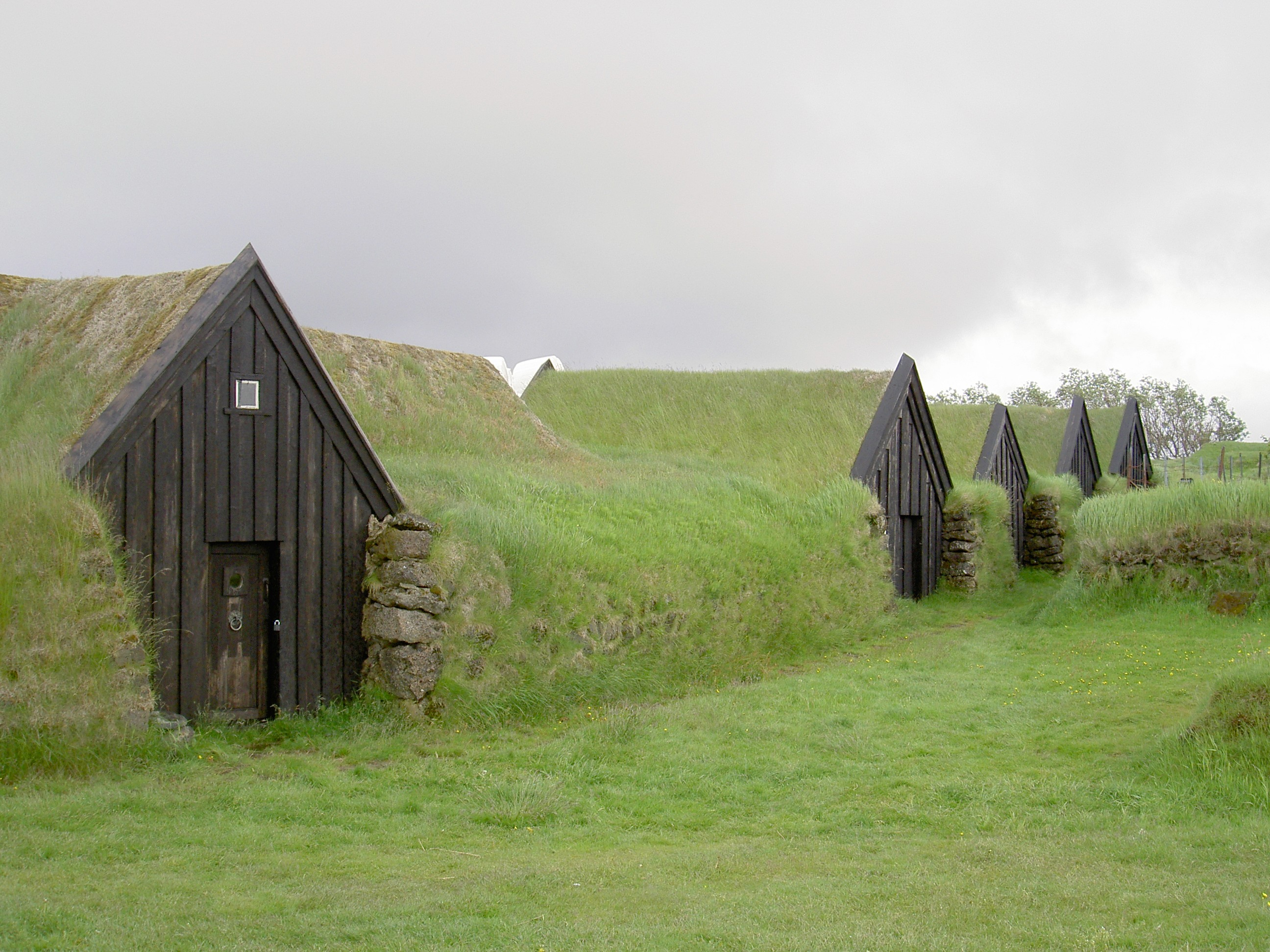
منازل مغطاة بالعشب في كيلدور، أيسلندا.

صنع تولكين الهوبيتات يعيشون في حفريات، على الرغم من أنها سرعان ما تتحول إلى مريحة، وفي حالة باغ إند فإنها في الواقع مرغوبة للغاية. تتنوع حفريات الهوبيتات من المساكن البسيطة تحت الأرض
للفقراء، بباب يؤدي إلى نفق وربما نافذة أو اثنتين، حتى وصولًا إلى باغ إند الكبيرة والمفصلة مع عدة قبوهات ومخازن ومطبخ وغرفة طعام وصالة وغرفة دراسة وغرف نوم، مع عدة نوافذ تطل جنوبًا على الهيل عبر الشاير المشابهة لإنجلترا. قد يكون تولكين استند في حفريات الهوبيتات إلى منازل العشب في أيسلندا، مثل تلك في كيلدور. جعل باغ إند على وجه الخصوص مكانًا حيث، بعبارة الدارس توماس هونيجر، "يشعر معظم القراء بالرغبة الشديدة في ارتداء النعال الخيالية والاستقرار لتناول قطعة من الكعك وبعض الشاي." يؤكد هونيجر أن المكان له دور حاسم في "سيد الخواتم"، ودور حفرية الهوبيت الآمن هو تأسيس شخصية "هول-بيتلان (ساكنو الحفر)، في المقام الأول كائنات ثابتة لديها مقاومة عميقة للسفر خارج الشاير."
على الرغم من أن تولكين قدم وصفًا لباغ إند ومباني الهوبيت الأخرى، وقام برسم ورسم بعضها، إلا أنه ترك مجالًا للآخرين، بما في ذلك الخراطة كارين وين
فونستاد، لملء تفاصيل عمارة المباني، مثل رسم خريطة لباغ إند مع غرفها العديدة لتخزين الطعام وإعداده وتناوله. أظهرت رؤيتها لتخطيطها المريح مع قبوها ومخازنها، مع عدة مدافئ ومداخن، استنادًا إلى لمحات تولكين في كتاب "ذا هوبيت" و"سيد الخواتم"، ولكنها تجاوزتها. تخطيطها يجعل باغ إند طوله حوالي 130 قدمًا (40 مترًا) وعرضه يصل إلى 50 قدمًا (15 مترًا)، محفور في الهيل. يكتب هونيجر أن عمل فونستاد قد ساهم بشكل كبير في منح أرض الوسط "وجودًا مستقلاً".

#### مساكن الجن
في لوحته "ريفندل" التي رسمها تولكين عام (1937)، يصور منزل الأقزام في إعداد جبلي مع جرف بارز. في تلك اللوحة، وفي رسومات من وجهات نظر
مختلفة، يُظهر المنزل، غير المحصن في واديه. يحتوي على برج مربع بسقف مائل، بجانب مبنى أكبر يحمل سقفًا مائلًا وبرندة مع أعمدة وأحيانًا قوسًا منحنيًا بلطف؛ وهناك بعض المباني الفرعية. في رواية "ذا هوبيت"، يقود بيلبو والأقزام حميرهم عبر الطريق الوعر نحو النهر السريع التي يعبرون "جسرًا ضيقًا من الحجر بلا حائط وهكذا وصلوا أخيرًا إلى المنزل الأخير للمحاربين، ووجدوا أبوابه مفتوحة عريضة." في رواية "سيد الخواتم"، يجرب سام وفرودو منزلًا كبيرًا، ولكن مرة أخرى يُعطى الأولوية للخارج، سواء كانت الحدائق أو الطبيعة البرية. يمشي الهوبيتات "عبر عدة ممرات وعبر العديد من الدرجات ويخرجون إلى حديقة مرتفعة فوق الضفة الوعرة للنهر. وجد أصدقاؤه يجلسون في ردهة على جانب المنزل يطلون شرقًا. الظلال قد سقطت في الوادي أدناه، لكن لا يزال هناك ضوء على وجوه الجبال البعيدة أعلى. الهواء كان دافئًا. كان صوت الماء الجاري والمتساقط بارزًا، وكانت المساء مليئة برائحة خفيفة من الأشجار والزهور، كما لو كان الصيف لا يزال يتبقى في حدائق إلروند."

كتب ماثيو تي ديكرسون أن منزل إلروند في وادي ريفنديل يمثل دائمًا ملاذًا، وهو المكان الذي يبدو وكأنه المنزل، في جميع أنحاء أسطورة تولكين.
مدينة لوثلوريان هي كاراس غالادهون (من galadh ("شجرة"). تأسست من قبل أمروث في العصر الثالث، عميقاً في الغابة، وكانت مساكن المدينة على أشجار المالورن الطويلة؛ حيث جلب المالورن إلى تلك الأرض بواسطة غالادريل. كانت المدينة "على بعد حوالي عشرة أميال" من نقطة اجتماع نهري سيلفرلود وأندوين، قرب الحدود الشرقية للمملكة. في الأشجار كانت هناك العديد من منصات الأشجار، من حارات بسيطة إلى مساكن متقنة. بنيت سلالم السلالم حول الأشجار الرئيسية، وفي الليل كانت المدينة مضاءة بـ "العديد من المصابيح" - "أخضر وذهبي وفضي".
تعلق بروك على أن تولكين، في لوثلوريان، عمل على مراعاته الشخصية للطبيعة. كما تقترح أن لوثلوريان تجسد مبادئ العمارة القوطية للناقد الفيكتوري جون راسكين. تُجادل بأن وجود المالورن المركزي للأقزام يجعل العمارة صعبة التمييز عن الطبيعة. بالإضافة إلى ذلك، فإن ألوان الفضة والذهب في قاعة غالادريل وسيليبورن تستحضر كل من لون الفضة الرمادي لجذوع المالورن ودائرة الأشجار "المرتبة في الذهب الفاتح" في لوثلوريان، وشجرتين فالينور، مع ثمر الذهب الذهبي لوريلين وزهرة الفضة تلبيريون. هذا بدوره، تكتب، يعني أن الأقزام في لوثلوريان متكاملون تماماً مع بيئتهم الغابية. في "القصص الغير منتهية"، يتحدث تولكين عن غابة المالورن "مغطاة ومسقوفة بالذهب"؛ تكتب بروك أن هذا يمزج بين المجالات المعجمية للعمارة ووصف الطبيعة، مكشوفًا التداخل بين الاثنين في عالم الأقزام.

##### قاعات حجرية قزمة
صوّر تولكين موريا، العاصمة المركزية والمفقودة لأقزام أرض الوسط، كمملكة هائلة تحت الأرض، دون أن يقدم الكثير حول شكلها. كرّس جهدًا كبيرًا لوصف أبواب دورين، بوابة موريا الغربية، حيث قام بإنشاء رسم بألوان الأقلام الخشبية الكبيرة لإعداد البوابة عند قدم الجدران الرأسية المكعبة بجوار البحيرة التي يحرسها الحارس في الماء، ورسم تفصيلي مكتمل بالحبر للأبواب ذات القوس المستدير، مع النصوص بالتينجوار والشعارات الأقزامية.
ذهب آلان لي أبعد في موريا ليقوم برسم قاعات عالية من الحجر حفرتها الأقزام داخل جبال الميستي، مع أعمدة مربعة ضخمة منحوتة ومزخرفة تدعم الأقواس المائلة والأقواس الحجرية الضخمة المرتفعة.

###### قاعة روهان الخشبية
ميدوسيلد، القاعة الذهبية لملوك روهان، تقع في مركز بلدة إيدوراس على قمة التل. "ميدوسيلد"، بالإنجليزية القديمة تعني "قاعة العسل"، وهي مقصودة لتكون ترجمة لكلمة روهيرية غير معروفة بنفس المعنى. يستند ميدوسيلد إلى قاعة العسل هيوروت في بيوولف؛ إذ هي قاعة كبيرة بسقف مغطى بقش يبدو ذهبياً من بعيد. تزين الجدران بتراثيات تصوير تاريخ وأساطير الروهيريم، وتُستخدم كمنزل للملك وعشيرته، وقاعة اجتماعات للملك ومستشاريه، وقاعة للاحتفالات والمناسبات.
تعلق بروك على أن ميدوسيلد يمثل "إعادة عمل تاريخية أكثر"، نظرًا لجذوره الأنغلوساكسونية الواضحة، في حين تقترح ميناس تيريث في جوندور "تراثًا كلاسيكيًا أكثر" من التاريخ الأوروبي. التشابهات لا تعني الهوية: على عكس الأنغلوساكسون، فإن مجتمع روهان مركز بشكل قوي على الحصان، ويختار الروهيريم القتال على ظهور الخيل.

###### المباني الحجرية في جوندور

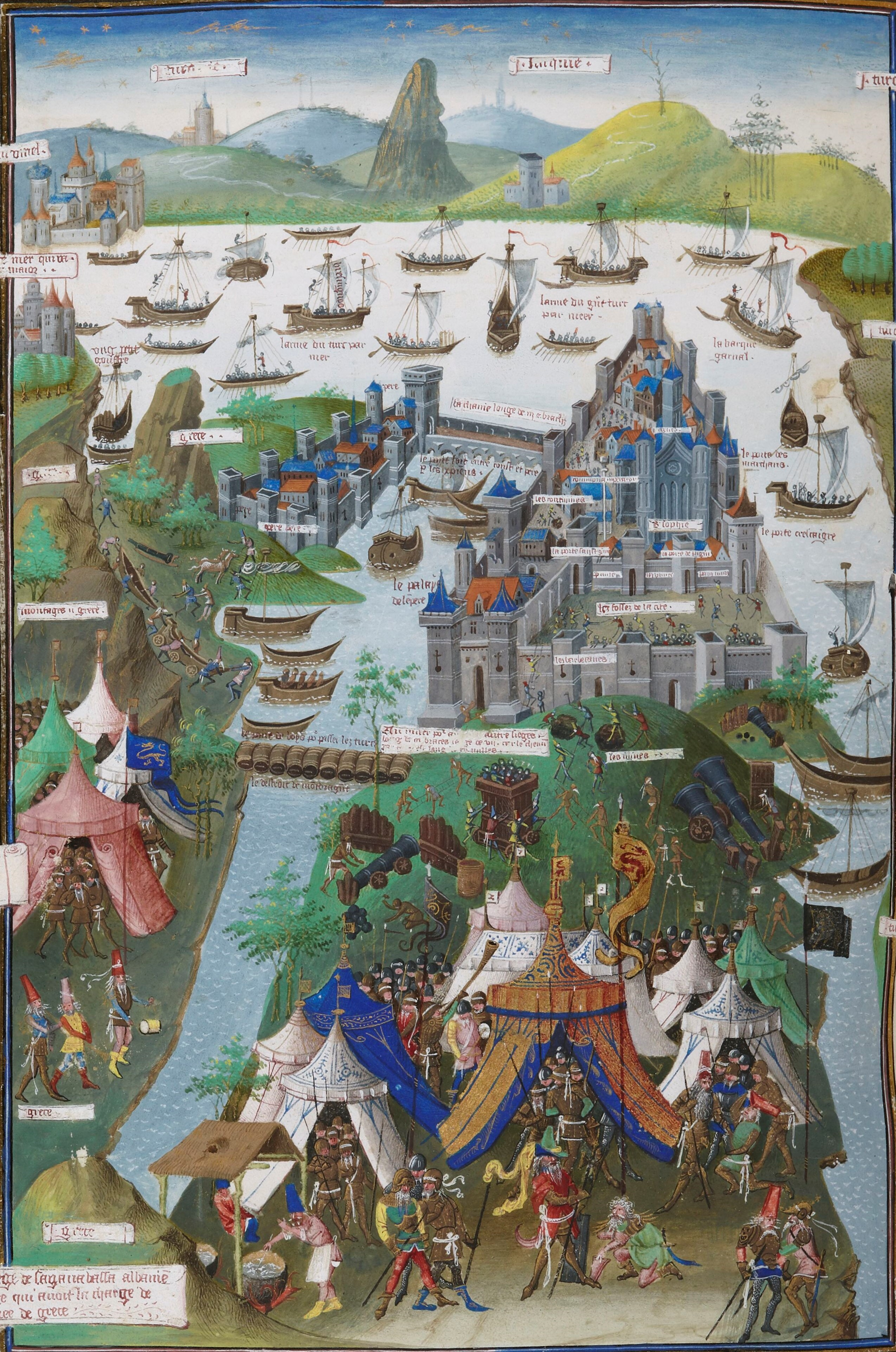
أطلق تولكين على ميناس تيريث اسم "المدينة البيزنطية".

عاصمة جوندور كانت ميناس تيريث. كانت لها سبعة جدران: كل جدار يحتوي على بوابة، وكل بوابة تواجه اتجاهاً مختلفاً عن البوابة التالية، تواجه إما إلى الشمال إلى حد ما أو إلى الجنوب. كان كل مستوى حوالي 100 قدم (30 مترًا) أعلى من الذي يليه، وكل مستوى محاط بسور حجري أبيض عالي، باستثناء سور الدائرة الأولى (المستوى الأدنى)، الذي كان أسود اللون، مبنيًا من نفس المادة المستخدمة في بناء أورثانك. كان هذا السور الخارجي أيضًا الأعلى والأطول والأقوى من بين الجدران السبعة للمدينة؛ كان عرضته فقط للزلازل القادرة على تمزيق الأرض التي تقف عليها. بوابة ميناس تيريث العظيمة، المبنية من الحديد والصلب والتي تحرسها أبراج وحصون من الحجر، كانت البوابة الرئيسية على مستوى الجدار الأول من المدينة أطلق عليها تولكين اسم "المدينة البيزنطية ".
تلاحظ بروك أن حيث كان لروهان قاعة طويلة منخفضة، كان لجوندور برجًا شاهقًا، مما يقترح الدفاع بالإضافة إلى مهارة البناء للتواصل، بينما "يعكس بياضه المجتمع الجوندوري المتحضر". أما بالنسبة للداخلية، فإن الهوبيت الذي يحب الطبيعة، بيبين، يرى أعمدة القصر "كأنها أحجار وحيدة تصعد إلى رؤوس كبيرة منحوتة بأشكال غريبة من الحيوانات والأوراق". تعلق بروك على أن الهوبيت يتعرف على النباتات المنحوتة، لكنه يجد تعبيرها في الحجر غير مناسب. أما بالنسبة للجدران، فليس بها "ستائر أو أقمشة محبوكة، ولا شيء من المواد المنسوجة أو الخشبية"، ولكن فقط "تماثيل طويلة منحوتة في الحجر البارد". ومرة أخرى، هذا يتناقض مع الدفء المريح لميدوسيلد، مع "العديد من الأقمشة المنسوجة معلقة على الجدران" التي تحكي قصص "شخصيات من الأسطورة القديمة".

###### أبراج مظلمة

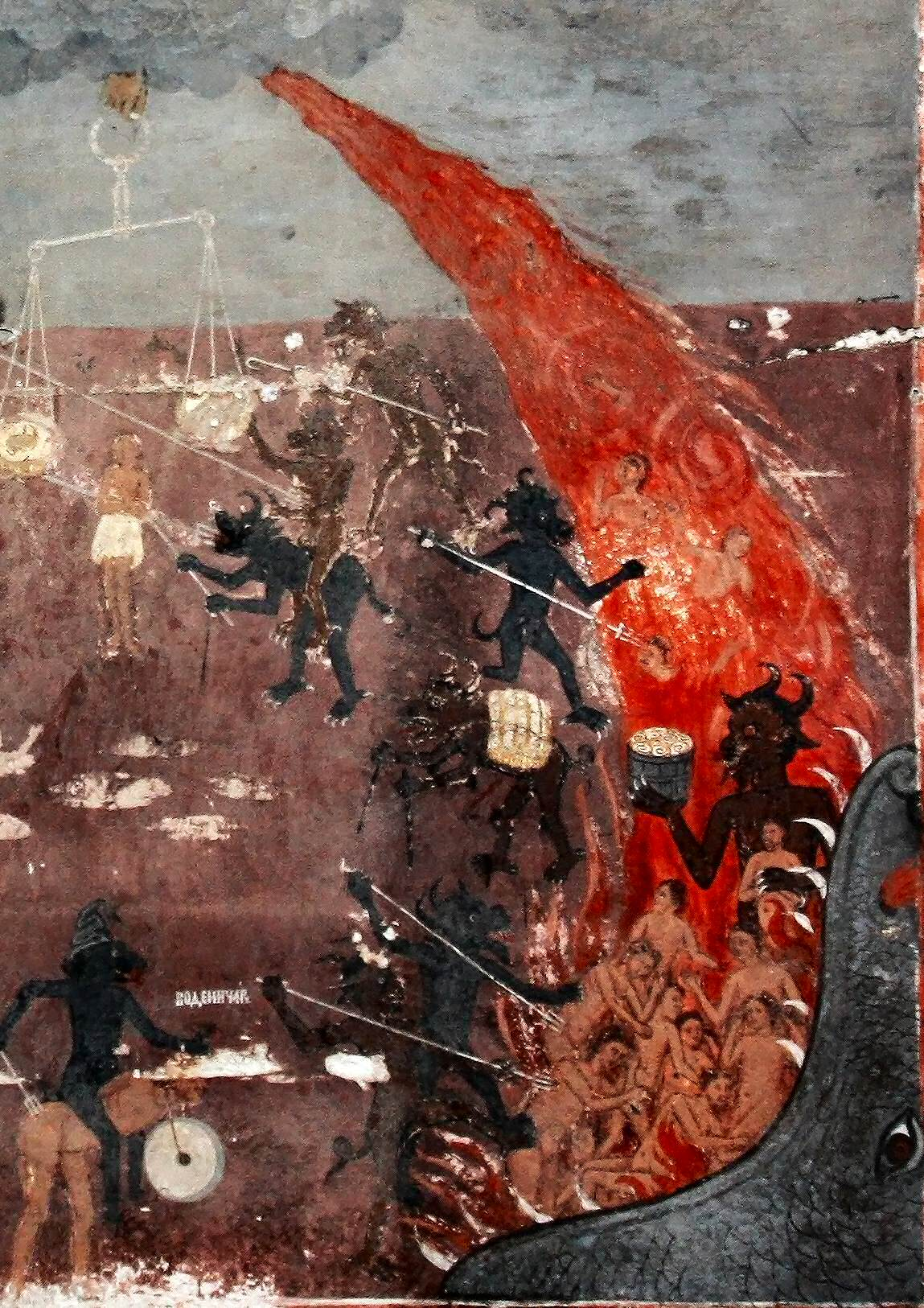
آيزنجارد: " الجحيم الصناعي"، كما كتب تولكين "نفق.. مظلم.. عميق مقبرة الموتى القلقين الأفران". لوحة جدارية من العصور الوسطى للجحيم، للقديس نيكولاس في رادويل، بلغاريا.

ممالك الشر للسيد المظلم سورون والساحر سارومان هي أراضي متضررة حول أبراج عالية ومظلمة. برج سورون هو براد-دور، في الأرض البركانية في
موردور؛ أما برج سارومان في أورثانك، في الحظيرة الصناعية الملوثة لإيسينجارد. ديفيد أوبرهيلمان، في موسوعة ج. آر. آر. تولكين، يكتب أن أبراج تولكين يمكن أن ترمز إلى الإبداع والرغبة في التجاوز والخلود: أو الغرور والتجاوز والتعارض. ويشير إلى أن هناك العديد من الأبراج في "السيلماريليون"، ترمز إلى "القوة السماوية". وتتناسب هذه المقاعد العالية مع جبل تانيكوتيل العالي، حيث يعيش كل من مانوي وفاردا، فالاريان القوية. ويكتب أوبرهيلمان أن هذا المكان العالي نفسه يتمتع بتأثير ساطع في أمون هين، مقعد الرؤية في أرض الوسط، وبتأثير مظلم في براد-دور.

وصف تولكين براد-دور بأنها "قلعة ضخمة، أسلحة، سجن، وأفرنة بقوة كبيرة". تم بناء القلعة بعدة أبراج وكانت مختفية في السحب، "ترتفع بلون أسود، أسود وأظلم من الظلال الضخمة التي وقعت من بينها، وتحية الأبراج القاسية والتاج الحديدي لأعلى برج في براد-دور." لا يمكن رؤيتها بوضوح لأن سورون خلق ظلالًا حول نفسه تتسلل من البرج. رأى فرودو البرج الهائل من أمون هين، تلة الرؤية، على أنها:
كان هناك برج مراقبة، "نافذة العين"، في أعلى براد-دور. كانت هذه النافذة مرئية من جبل الهلاك حيث حصل فرودو وسام على لمحة فظيعة لعين سورون. ووصف بوابة براد-دور الغربية بأنها "ضخمة" وكوبري الغرب بأنه "جسر ضخم من الحديد."
كان إيسينجارد في معظم تاريخه مكانًا أخضرًا وممتعًا، وفقًا لتولكين، مع العديد من الأشجار المثمرة. وقفت أمام ميثيدراس، الذروة الجنوبية لجبال الميستي، التي شكلت جدارها الشمالي. بقية الحدود تتألف من سور كبير، حلقة إيسينجارد، تم اختراقها فقط من خلال تدفق نهر إيسين في الشمال الشرقي من خلال شبكية حديدية، وبوابة إيسينجارد في الجنوب، على كلا الشاطئين من النهر. بني برج أورثانك نحو نهاية
العصر الثاني من قبل رجال جوندور من أربعة أعمدة صخرية من الصخور وصلت بعملية غير معروفة ثم تصلدت. لا يمكن أن يؤذيه أي سلاح معروف. أصبح المكان شريرًا فقط بعد أن استولى عليه سارومان، مما جعله مليئًا بالحفر والأنفاق حيث عمل أوروكه تحت الأرض بالنار والعجلات. صعد أورثانك إلى أكثر من 500 قدم (150 مترًا) فوق سهول إيسينجارد، وانتهى في أربع قمم حادة. كانت مدخله الوحيد في أعلى درج عالي، وفوق ذلك كان هناك نافذة صغيرة وشرفة.

###### رؤية بيتر جاكسون

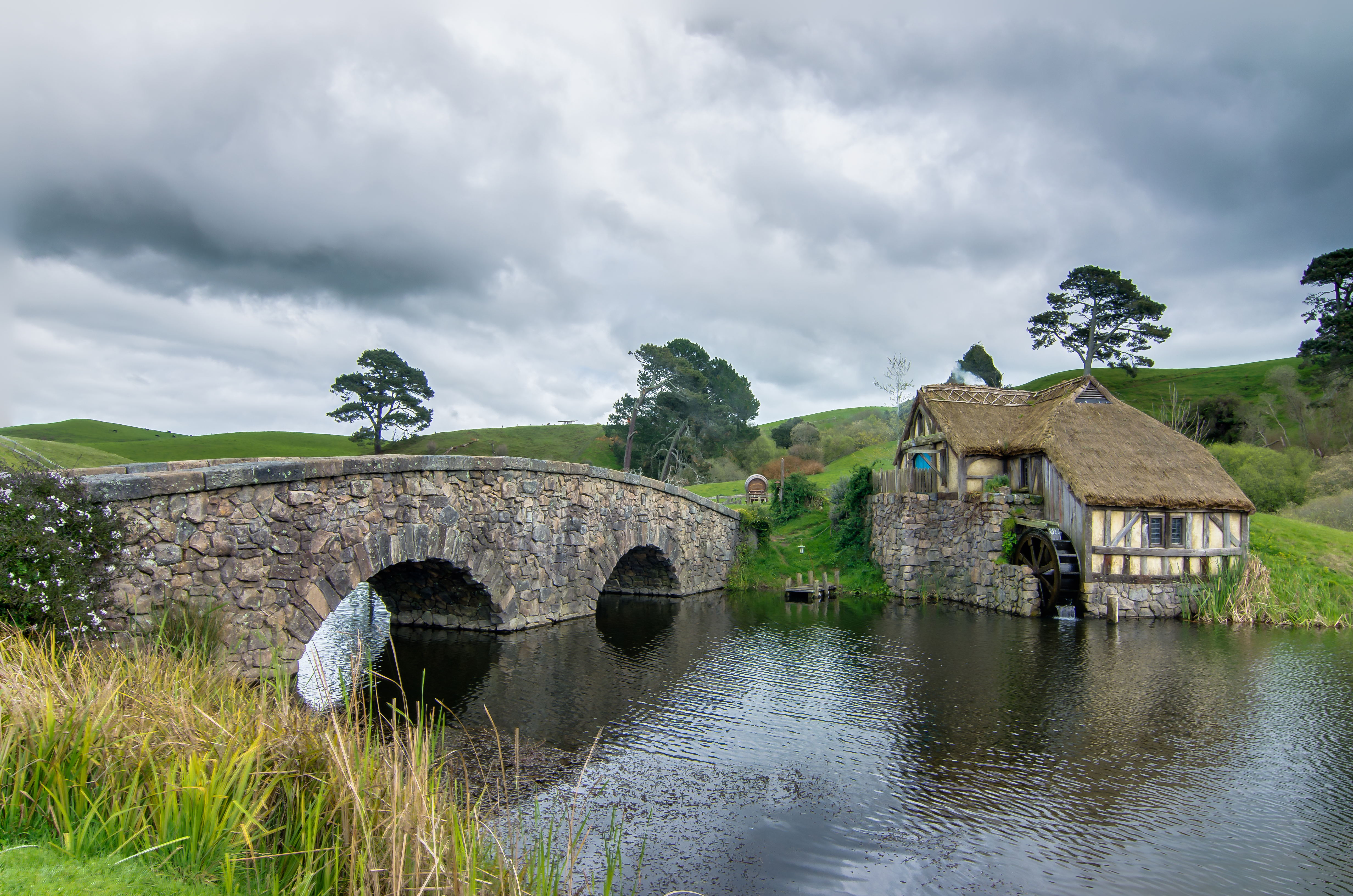
الجسر فوق المياه، بالقرب من مركز المقاطعة، والطاحونة في هوبيتون، تم تشييدهما في نيوزيلندا لسلسلة أفلام سيد الخواتم لبيتر جاكسون.

بيتر جاكسون استخدم مجموعة معقدة من المجموعات، بعضها تم بناؤه في المناظر الطبيعية في نيوزيلندا، والبعض الآخر باستخدام "البيغاتشرز" والرسوم المتحركة عبر الحاسوب، لإنشاء تفسير بصري لأرض الوسط التي أثنى عليه العديد من العلماء والنقاد، حتى أولئك الذين كانوا عادةً ما يعارضون تكييفه.
يكتب العلماء ستيفن وودوارد وكوستيس كوريليس أن جاكسون استخدم "استخدامًا عدوانيًا للشكل المعماري ليحكي قصةً" في سلسلة أفلامه "سيد الخواتم". في رأيهم، لم يتضمن تولكين تفاصيل معمارية؛ يقولون بصراحة إن "الرؤية المعمارية المشهورة لجاكسون لم تأخذ إيحاءاتها من النموذج الأدبي لتولكين"، لذلك كان عليه اختراع "الكون الموازي المتداخل من الأماكن والمساحات المحققة بدقة". يلاحظون أن "عودة الملك" فازت بجائزة الأوسكار للإخراج الفني. كانت الكثير من الهندسة المعمارية مستندة إلى رسومات آلان لي من الطبعة المئوية لـ "سيد الخواتم"، بالإضافة إلى الرسوم التوضيحية لمشاهد العمل التي قام بها جون هاو. يصف وودوارد وكوريليس جاكسون بأنه "محافظ تمامًا" في مجموعاته المعمارية، حيث قام بتنفيذ رسومات لي على قدر المستطاع، في تناقض بارز مع رحلات المغامرة للشخصيات من خلال مناظره الواسعة.
من ناحية أخرى، يقول وودوارد وكوريليس إن جاكسون كان حساسًا لاستخدام تولكين لـ "شكلية الصورة الأيقونية" للإشارة إلى المعنى في القصة. يكتبون أن العالم الطبيعي والبيئة المبنية يتدفقان معًا، سواء لنقل جنة أو كابوسًا. وبالتالي.
تشكل منازل الهوبيت في شاير تحت تضاريس التلال المتدرجة؛ مدينة البشر في ميناس تيريث تأخذ منطق تكوينها ودفاعاتها من القمة الصخرية التي تحيط بها. في حين أن برجي سارومان وسورون يرتفعان بشكل مفاجئ من السهول القاحلة التي يفرضان فيها السيطرة.
هذا التعامل مع علم النفس في العمارة يعتمد على الشكل الخارجي وتصميم الداخلية على حد سواء. باغ إند مصنوعة من لوحات خشبية بريطانية مريحة، بينما تم تصميم مساكن الجن في الآرت نوفو. بتعقيداتها المنحنية بشكل طبيعي. يعلق عالم العلوم الإنسانية بريان روزبيري على أن جاكسون يصور الجن في شكل متطور، حيث قام تولكين بتصويرهم على قرب من الطبيعة. ومع ذلك، يكتب، "تهيمن على العمارة والزخارف في فيلم ريفندل موتيفات طبيعية"، مما يقترح "الاندماج مع الطبيعة، ولكن على بُعد واحد"، شيء يعمل بشكل جيد لـ "ريفندل الجنة المشابهة لبورتميريون". روزبيري يصف التصميم بأنه "ما بعد روسكيني"، كما في اللوحات البرافايلية المبكرة، وتصميمات ويليام موريس في الحرف اليدوية، وتفاصيل العمارة في الفن الحديث. هذه الأشياء تختلف عن الرسوم التوضيحية لتولكين، لكن بطريقة، يقترح روزبيري، أن تولكين كان سيحبها لأنها تتناسب مع كرهه للتصنيع الصناعي. رسوم آلان لي لريفندل تقدم مزيدًا من التفاصيل من رسوم تولكين، ويهيمن عليها الإضاءة والخشب المنحني الرقيق والأثاث
بأسلوب الآرت نوفو.
الممالك الشريرة في رأي وودوارد وكوريليس "تشكيلات مظلمة، معدنية، غريبة، تستحضر الكهوف والبرك المظلمة، وأقواس الأقبية المضاءة بضوء النار"، مما يقترح التعذيب، متناقضًا مع الإيديولوجيا البطولية لغوندور "التوقيع الأثري للنصب التاريخية الوسطى: تمتد الأراضي البيضاء الرخامية بعرض، وتصميمات الرسام المعمارية". يعلقون على أنه "دون [استخدام] نموذجية معمارية [لميناس تيريث]، سيبقى طبيعة الصراع في أرض الوسط غير واضحة". وأخيرًا، قاعة الميدوسيلد في روهان لها "اسطبلات مزينة بفخامة تناسب ثقافة قائمة على الخيول"، وتزيدها الزخارف الذهبية الكلتية ورموز الخيل. استند آلان لي في رسوماته إلى هيوروت في بيوولف.

يختتم وودوارد وكوريليس بالاقتباس من وصف تولكين في محاضرته في عام (1936) "بيوولف: الوحوش والنقاد" لـ "المساحة التاريخية" في بيوولف، مشيرين إلى أنه يمكن تطبيقه بلا تحفظ على الرؤية المكانية الاستثنائية لأفلام جاكسون.

## رؤية جي دي باين وباتريك مكوي
قام المنتجان التنفيذيان جي. دي. باين وباتريك ماكاي بتطوير وإنتاج مسلسل "سيد الخواتم: خواتم القوة". يستند المسلسل إلى الدلائل في سيد الخواتم حول الأحداث التي جرت بشكل رئيسي في العصر الثاني.
الأقدم. تشمل المواقع في أرض الوسط المستخدمة ميناء في مملكة رجال نومينور - مما يستحضر أسطورة أتلانتس في أنها فقدت تحت الأمواج في نهاية العصر الثاني. ومملكة الجن الأرضية في ليندون، كل ما تبقى من المنطقة الجنية في بيليرياند، التي دمرت في نهاية العصر الأول. قام باين وماكاي بإنشاء الهندسة المعمارية للمساعدة في نقل شخصية كل جنس مشارك في القصة. أعد هو 40 دفتر رسوم مليئة بالرسومات للمشروع.
وصفت مجموعة نومينور بأنها "مدينة ساحلية كاملة" بمبانيها وممراتها ومزاراتها وشوارعها وسفينة راسية في مرفأها. استخدم مصمم الإنتاج رامزي أفري أنماطًا مختلفة لكل موقع: "الهياكل الرخامية الضخمة" في نومينور مستوحاة من اليونان القديمة والبندقية، بينما استخدم اللون الأزرق ليعكس التركيز الثقافي على الماء والإبحار؛ كما تم استلهام ليندون من العمارة القوطية، مع "أعمدة شجرية وتفاصيل نباتية" ليعكس حب الجن للطبيعة.